# Annona neolaurifolia
Annona neolaurifolia är en kirimojaväxtart som beskrevs av Heimo Rainer.
Annona neolaurifolia ingår i släktet annonor och familjen kirimojaväxter. Inga underarter finns listade i Catalogue of Life.